# Spinus yarrellii
Spinus yarrellii là một loài chim trong họ Fringillidae.